# Nouvelle-Zélande aux Jeux olympiques d'été de 1992
La Nouvelle-Zélande participe aux Jeux olympiques d'été de 1992 à Barcelone. Le Comité olympique néo-zélandais y est représenté par 134 athlètes (92 hommes et 42 femmes), participant à 87 compétitions dans 17 sports.

## Médailles
| Médaille | Discipline | Épreuve                              | Athlète                                     | Performance | Date |
| -------- | ---------- | ------------------------------------ | ------------------------------------------- | ----------- | ---- |
| Or       | Voile      | Planche à voile Lechner A-390 Femmes | Barbara Kendall                             |             |      |
| Argent   | Natation   | 200 mètres papillon Hommes           | Danyon Loader                               |             |      |
| Argent   | Équitation | Concours complet par équipe          | Vicky Latta, Andrew Nicholson et Blyth Tait |             |      |
| Argent   | Voile      | Dériveur double 470 Femmes           | Leslie Egnot et Jan Shearer                 |             |      |
| Argent   | Voile      | Quillard deux équipiers Star Hommes  | Don Cowie et Rod Davis                      |             |      |
| Bronze   | Athlétisme | Marathon femmes                      | Lorraine Moller                             |             |      |
| Bronze   | Boxe       | Poids lourds Hommes                  | David Tua                                   |             |      |
| Bronze   | Cyclisme   | Poursuite individuelle Hommes        | Gary Anderson                               |             |      |
| Bronze   | Équitation | Concours complet individuel          | Blyth Tait                                  |             |      |
| Bronze   | Voile      | Dériveur solitaire Finn Hommes       | Craig Monk                                  |             |      |